# Sebeș (Mureș)
 (mai 2017).
Si vous disposez d'ouvrages ou d'articles de référence ou si vous connaissez des sites web de qualité traitant du thème abordé ici, merci de compléter l'article en donnant les références utiles à sa vérifiabilité et en les liant à la section « Notes et références ».
Pour les articles homonymes, voir Sebeș (homonymie).
La Sebeș est une rivière roumaine, qui est l'un des affluents de la Mureș qui portent ce nom.

## Géographie

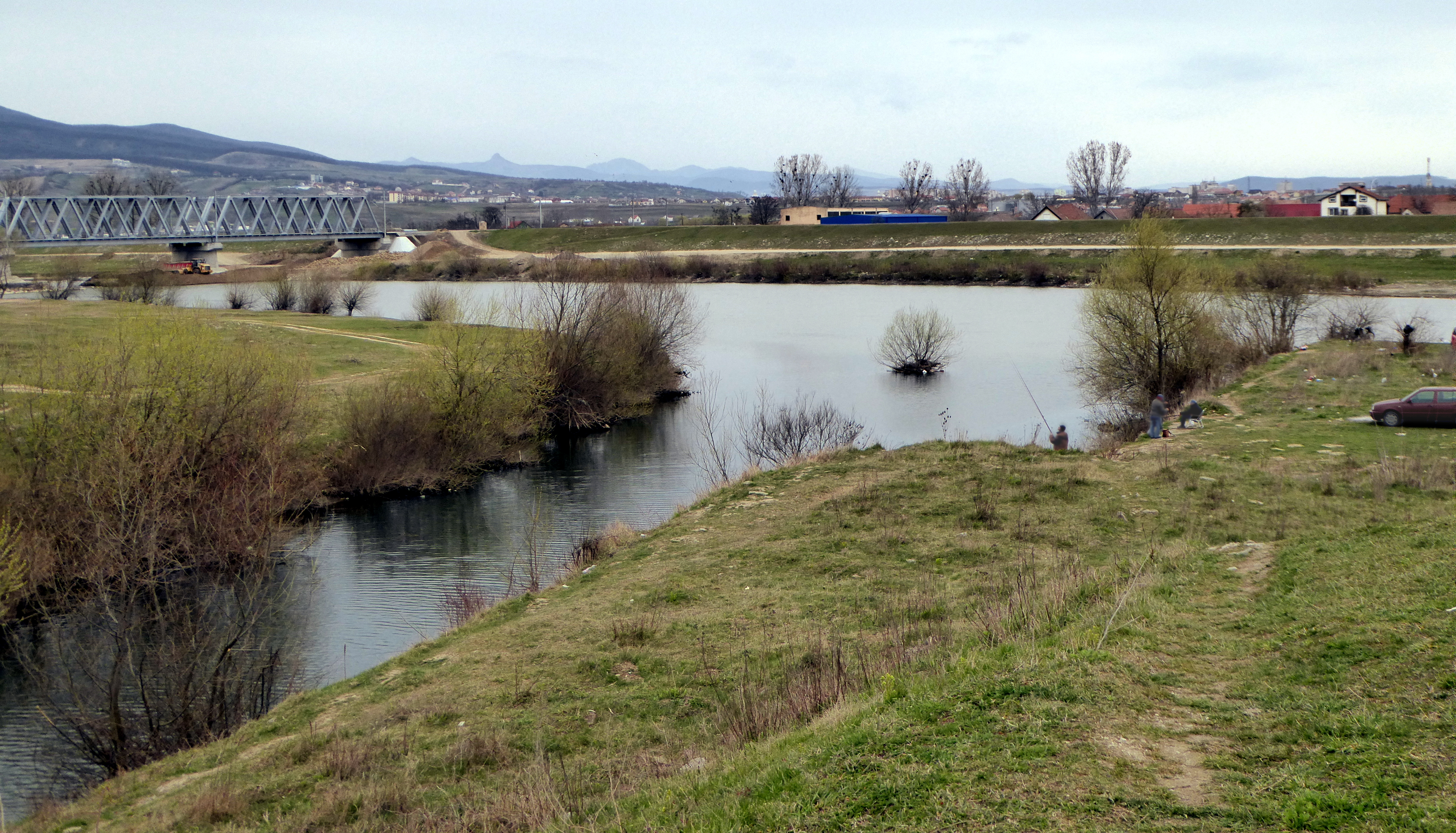
Confluent de la Sebeš et de la Mureș

Elle prend sa source dans les monts Ghurghiu (en)[réf. nécessaire].